# Rietdijk-Putnam-Argument
In der Philosophie untermauert das Rietdijk-Putnam-Argument (auch: Rietdijk-Putnam-Penrose-Argument) die philosophische Position eines Blockuniversums. Sein Name leitet sich von Erörterungen durch C. Wim Rietdijk (1966) und Hilary Putnam (1967) ab. Roger Penrose beschrieb den zu Grunde liegenden Gedankengang 1989 als Andromeda-Paradoxon.

## Argumentation
Das Rietdijk-Putnam-Argument setzt auf Befunde der Physik des 20. Jahrhunderts, besonders die der speziellen Relativitätstheorie, auf, der zufolge jeder Beobachter seinen eigenen Raum der Gleichzeitigkeit besitzt. Dieser beinhaltet die Menge der Ereignisse, die zur Gegenwart des Beobachters gleichzeitig stattfinden. Beobachter, die sich zueinander bewegen, haben verschiedene Räume der Gleichzeitigkeit und somit bilden jeweils verschiedene Räume mit verschiedenen Ereignissen verschiedene Gegenwarten. Jeder Beobachter betrachtet seine Gegenwart als dreidimensionalen Raum; wenn verschiedene Beobachtern sich relativ zueinander bewegen, unterscheiden sich die Räume, die sie jeweils als Gegenwart betrachten. Betrachtet man nur die spezielle Relativitätstheorie, sind diese dreidimensionalen Räume Teilmengen des Minkowski-Raums, sie unterscheiden sich in der zeitlichen Koordinate. Es existieren neben dem gegenwärtigen Raum des Beobachters sowohl zukünftige wie vergangene Räume, was für den Beobachter impliziert, dass die Welt vorherbestimmt sei. Wenn jeder dieser unendlich vielen dreidimensionalen Räume existiert, impliziert dies, dass das Universum vierdimensional ist. 
Die Einbeziehung der allgemeinen Relativitätstheorie verkompliziert diese Betrachtung, aber nimmt man eine vierdimensionale Raumzeit (ART) an, gibt es nach dem kosmologischen Prinzip keinen ausgezeichnetem Ort (z. B. Standort eines Beobachters, Erde) oder eine besondere zeitliche Positionierung (z. B. Gegenwart eines Beobachters) in der Welt. 

## Kritik
Kritiker schreiben dem subjektiven Raum der Gleichzeitigkeit keinerlei Realität zu. So betonen die Philosophen Howard Stein oder Steven F. Savitt, dass die Gegenwart in der Relativitätstheorie ein lokales Konzept ist, das sich nicht auf globale Hyperebenen ausdehnen lasse.
Weiterhin wird angeführt, dass es unzulässig sei, aus der Realität eines Ereignisses für einen Beobachter zu schließen, dass es für alle anderen Beobachter real sei, da in der speziellen Relativitätstheorie auch die Gleichzeitigkeit keine transitive Relation ist. Zudem sei für raumartig getrennte Ereignisse deren zeitliche Ordnung unbestimmt, man dürfe also nicht mit deren Gleichzeitigkeit argumentieren. Ähnlich betont N. David Mermin:

„Dass der Gleichzeitigkeit entfernter Ereignisse keine innewohnende Bedeutung zugeordnet werden kann, ist die erste, wichtigste Lektion, die man aus der Relativitätstheorie lernen kann.“